# Ett karibiskt mysterium (film)
Ett karibiskt mysterium är en amerikansk mysteriefilm från 1983 baserad på Agatha Christies roman Ett karibiskt mysterium från 1964 med Helen Hayes i huvudrollen som Miss Marple.

## Historia
Producenten Stan Margulies hade rättigheterna till åtta Christie-böcker. Han gjorde en TV-film av Christies Mord är lätt. Det blev en succé och Christies dödsbo gillade det, vilket gjorde det möjligt för honom att få rättigheterna till Ett karibiskt mysterium. Han gjorde den i samband med en annan Christie-filmatisering, Cyankalium och champagne. Marguiles var tvungen att uppdatera berättelserna till nutid eftersom han inte kunde göra tidstypiska verk med en TV-filmsbudget. Eftersom filmerna var gjorda för amerikansk TV insisterade han också på friheten att ha minst en amerikansk skådespelare i rollistan.
Marguiles erbjöd Hayes rollen som Marple efter att ha använt henne i Mord är lätt. Hayes sa att hon tackade nej till rollen först eftersom hon "avgudade" karaktären Marple "och jag ville inte efterlikna Margaret Rutherford... Så rolig kan jag inte vara."
Filmen spelades in i Santa Barbara. Hayes sa att "många saker var emot oss. Som isande kyla och regn varje dag. Vi arbetade inomhus medan det ösregnade och hällregnade, och när det stannade försökte vi få det att se ut som tropikerna. Jag hade på mig lätta kläder över underställ."
Hayes tyckte att dialogen för Marple var svår. "Hon har all sammanfattning, all utläggning. Alla dessa rader! Jag sa till producenten... "Jag kan inte lära mig allt det där." En av de fina sakerna med att vara en stjärna är att de mindre betalda skådespelarna måste göra utläggningar. Jag har inte gjort en utläggning på 50 år.

## Rollista
- Helen Hayes som Miss Jane Marple
- Barnard Hughes som Mr Rafiel
- Jameson Parker som Tim Kendall
- Season Hubley som Molly Kendall
- Swoosie Kurtz som Ruth Walter
- Cassie Yates som Lucky Dyson
- Stephen Macht som Greg Dyson
- Zakes Mokae som Captain Daventry
- Beth Howland som Evelyn Hillingdon
- Maurice Evans som Major Geoffrey Palgrave
- Lynne Moody som Victoria Johnson
- George Innes som Edward Hillingdon
- Brock Peters som Dr Graham

## Handling
Filmen utspelar sig på semesterorten Golden Palm på den karibiska ön St Honoré. Miss Marples brorson har betalat för att hon ska kunna semestra där efter en släng av dålig hälsa. Hon samtalar med major Palgrave, en berest man med många historier att dela med sig av. Hon sitter och halvlyssnar tills Palgrave berättar en historia om en man som kom undan med mord mer än en gång. När Palgrave frågar henne om hon vill se en bild på en mördare lyssnar hon uppmärksamt – men när han hittar fotografiet i sin plånbok byter han plötsligt ämne. Miss Marple tittar upp för att se varför och får syn på flera personer i närheten.
Nästa dag när tjänsteflickan Victoria hittar major Palgrave död i sitt rum är miss Marple övertygad om att han blivit mördad. Hon ber Dr Graham att hitta fotot han nämnde och låtsas att det är av hennes brorson, men det finns inte. Under tiden intervjuar hon de andra: Tim och Molly Kendal, ägare av hotellet; Prescotts, en präst och hans syster; Jason Rafiel, en rullstolsburen magnat; Jackson, hans sjuksköterska/massör/skötare/betjänt; Esther Walters, hans sekreterare; amerikanen Lucky Dyson och hennes man Greg; och Edward och Evelyn Hillingdon. På stranden träffar Miss Marple Señora de Caspearo, en kvinna på semester som säger att hon minns major Palgrave för att han hade ett "ont öga". Miss Marple rättar henne och säger att han hade ett glasöga, men señoran säger fortfarande att det var ondskefullt.
Victoria berättar för familjen Kendal att hon inte mindes att hon sett blodtrycksmedicinen serenite i major Palgraves rum före hans död, även om den hittades på hans bord efter hans död. Samma natt hittas Victoria knivhuggen till döds. Molly börjar drömma mardrömmar. Miss Marple hittar Jackson när han tittar på Mollys kosmetika. Han säger att om belladonna lades till en av dem skulle det orsaka mardrömmar. Följande natt hittar Tim Molly medvetslös på golvet, uppenbarligen efter att ha tagit en överdos av sömntabletter. Polisen är inblandad och kocken Enrico berättar att han såg Molly hålla i en stekkniv innan han gick ut. Miss Marple frågar de andra om major Palgrave har berättat för folk om fotot. Andra hävdar att Palgrave sa att det inte var ett foto av en hustrumördare utan en mansmördare. När polisen inser att medicinen mot högt blodtryck inte tillhörde major Palgrave, grävs hans kropp upp och obduktionen visar att han dött av gift, som Miss Marple förväntat sig.
På natten väcks Miss Marple av ljudet av en sökpatrull. Hon får veta att Tim vaknade upp och upptäckte att hans fru var försvunnen. De hittar vad som verkar vara hennes kropp i en bäck, men det visar sig vara Lucky; De två kvinnorna liknar varandra.
Miss Marple inser plötsligt vem majoren såg den där natten när han kände igen personen på bilden som någon på ön. Hon väcker Mr Rafiel och Jackson och kallar sig Nemesis, och de går till Kendals hus. Där hittar de Tim som erbjuder Molly en drink. Miss Marple säger åt Jackson att ta bort glaset. Hon säger att det finns ett dödligt narkotiskt medel i den. Medan Jackson håller fast Tim förklarar hon att Tim är hustrumördaren som major Palgrave känner igen. Miss Marple hade trott att Palgrave såg Hillingdons och Dysons över sin högra axel, när de kom uppför stranden, men hade just insett att han hade ett glasöga på den vänstra, så han kunde inte ha sett dem. Tim och Molly satt på hennes vänstra sida. Vidare, den historia som majoren berättade för miss Marple om mannen som seriemördade sina fruar och inte åkte fast var historien om Tim Kendal. Tim planerade att döda Molly snart och var därför tvungen att döda major Palgrave när han kände igen Tim. Han dödade också Victoria, som kom ihåg att sereniten var i fel rum. Tim lade belladonna i Mollys kosmetika för att få henne att framstå som galen för de andra. Tim hade bett sin fru att möta honom vid bäcken, men Molly hade blivit distraherad av en syn på grund av belladonnan och vandrat iväg. Tim såg Lucky och misstog henne för Molly i mörkret. Han var på väg att förgifta Molly när miss Marple avbröt honom.
Esther Walters insisterar plötsligt på att Tim inte är en mördare. Tim skriker åt henne att hålla tyst. Han hade planerat att gifta sig med Esther efter Mollys död, eftersom han hade hört att hon skulle ärva en stor summa pengar från Jason Rafiel.
Mr Rafiel väljer att investera lite pengar i Molly när hon själv tar över driften av Golden Palm resort. Miss Marple tar flyget hem till England efter sin semester i den tropiska värmen.

## Mottagande
New York Times skrev att filmen "har sina engagerande stunder, främst tack vare en exceptionellt bra rollbesättning".
Filmen var populär bland tittarna. Hayes repriserade sin roll som Marple i Trick med speglar (1985).

## Efterföljare
Filmen sågs på TV av författaren Richard Levinson som noterade dess tittarframgångar. Han funderade på att göra en vanlig deckarserie om en Marple-liknande detektiv, som var en deckarförfattare som Agatha Christie. Detta ledde till Mord och inga visor.